# Sven Holm (konstnär)
Sven Holm, född 1934 i Kristinehamn, död 11 augusti 2018 var en svensk målare och tecknare.
Holm studerade vid Beckmans reklamskola för Per Beckman som lärare och vid Konstfackskolan i Stockholm. Han hade sin debututställning på Galleri S:t Nikolaus i Stockholm 1967, därefter har han ställt ut på Stenhusgården i Linköping, Galleri Gripen Karlstad, Galleri Mors Mössa Göteborg, Galerie Mavaval Lyon och Galleri Loftet Malmö. Han tilldelades Statens stora arbetsstipendium 1973–1974.  
Hans offentliga utsmyckningar består av Servicehuset Gösta, Karl-Johansgårdarna, Lundellska skolan, Folkets hus, Linnéskolan Sävja skola och vårdcentral, Brandstationen Viktoria, Gåvsta skola och församlingshem, samtliga i Uppsala.
Holm är representerad på Moderna museet, Eskilstuna konstmuseum, Upplands konstmuseum och Värmlands museum.